# Hatten
Hatten er en by med godt 13.700 indbyggere beliggende i den nordlige del af Landkreis Oldenburg i den tyske delstat Niedersachsen.

## Geografi
Hatten ligger ved den nordvestlige ende af Naturpark Wildeshauser Geest omkring 15 km sydøst for Oldenburg. I den vestlige del af kommunen ligger det nu tilplantede klitlandskab Osenberge. En del af kommunens vestgrænse dannes af floden Hunte

### Inddeling
Kommunen Hatten består af følgende landsbyer, bydele og bebyggelser :
| - Bümmerstede-Ost - Dingstede - Hatterwüsting I - Kirchhatten I, II og III - Munderloh - Sandhatten | - Sandkrug I, II og III - Sandtange - Schmede - Streekermoor I og II - Tweelbäke-Ost |

### Nabokommuner
Hatten ligger sydøst for Oldenburg, sydvest for Hude, vest for Ganderkesee, nord for Dötlingen, nord-nordøst for Großenkneten og øst for Wardenburg.